# Емманюель Дерлі
Емманюель Дерлі (фр. Emmanuelle Derly; нар. 30 квітня 1970) — колишня французька тенісистка.
Найвищу одиночну позицію світового рейтингу — 115 місце досягла 1 лютого 1988, парну — 49 місце — 18 жовтня 2004 року.
Здобула 1 одиночний та 1 парний титул.
Найвищим досягненням на турнірах Великого шолома було 3 коло в парному розряді.
Завершила кар'єру 1991 року.

## Фінали турнірів WTA

### Парний розряд: 2 (1–1)
| Легенда                       |   |
| Великий шлем                  | 0 |
| Чемпіонати WTA                | 0 |
| Турніри I-ї категорії         | 0 |
| Турніри II-ї категорії        | 0 |
| Турніри III-ї категорії       | 0 |
| Турніри IV-ї та V-ї категорій | 0 |

| Титули за покриттям |   |
| Тверде              | 0 |
| Ґрунт               | 0 |
| Трава               | 0 |
| Килим               | 0 |

| Результат | Ранг | Дата            | Турнір          | Покриття | Партнерка             | Суперниці                  | Рахунок  |
| --------- | ---- | --------------- | --------------- | -------- | --------------------- | -------------------------- | -------- |
| Перемога  | 1.   | 25 вересня 1988 | Париж, Франція  | Ґрунт    | Алексія Дешом-Баллере | Луїс Філд Наталі Ерреман   | 6–0, 6–2 |
| Поразка   | 2.   | 1 травня 1989   | Таранто, Італія | Ґрунт    | Софі Ам'яш            | Сабрина Голеш Мерседес Пас | 2–6, 2–6 |

## Фінали ITF

### Одиночний розряд (1-1)
| турніри $100,000 |
| турніри $75,000  |
| турніри $50,000  |
| турніри $25,000  |
| турніри $10,000  |

| Результат | Ранг | Дата           | Турнір                         | Покриття | Суперниця у фіналі      | Рахунок у фіналі |
| Поразка   | 1.   | 10 квітня 1989 | Лімож, Франція                 | Ґрунт    | Сандрін Тестю           | 6–3, 3–6, 4–6    |
| Перемога  | 2.   | 15 липня 1991  | Фрінтон-он-Сі, Велика Британія | Трава    | Вірджинія Гамфріс-Девіс | 6–3, 6–3         |

### Парний розряд (1-3)
| Результат | No | Дата           | Турнір                           | Покриття | Партнерка       | Суперниці у фіналі               | Рахунок       |
| Поразка   | 1. | 12 травня 1986 | Лі-он-зе-Солент, Велика Британія | Ґрунт    | Геллас тер Рієт | Карін Баккум Ніколе Мунс-Ягерман | 6–7, 6–3, 1–6 |
| Перемога  | 2. | 10 квітня 1989 | Лімож, Франція                   | Ґрунт    | Мішель Андерсон | Робін Філд Ева Лена Ольссон      | 7–5, 6–0      |
| Поразка   | 3. | 27 серпня 1990 | Палермо, Італія                  | Ґрунт    | Зандра Райхель  | Інгелісе Дрігейс Луїс Флемінг    | 1–6, 1–6      |
| Поразка   | 4. | 3 вересня 1990 | Арцакена, Італія                 | Тверде   | Луїс Флемінг    | Белінда Борнео Джулі Салмон      | 1–6, 6–4, 3–6 |